# 甲子園短期大学
甲子園短期大学（こうしえんたんきだいがく、英語: Koshien Junior College）は、兵庫県西宮市瓦林町4-25に本部を置く日本の私立大学。1941年創立、1964年大学設置。大学の略称は甲短。

## 概観

### 大学全体
- 甲子園短期大学は、兵庫県西宮市内にある日本の私立短期大学。学校法人甲子園学院により1964年に設置された。系列校として甲子園大学があるが、キャンパスは離れている。大学は宝塚市にあり、幼稚園も短大と同じ敷地内にあったが2003年に移転し、現在同じ敷地には短大を除くと中学・高校しかない。以前は3学科体制だったが、2009年度より再編により2学科となった。2026年度以降の学生募集を停止。

### 建学の精神（校訓・理念・学是）
- 甲子園短期大学における建学の精神は「黽勉努力・和衷協同・至誠一貫」となっている。

### 教育および研究
- 一般教育科目には、社会で有用な知識やマナーに関する科目があり、元高知放送アナウンサー尾崎正敏によるアナウンス研修も行われている。

### 学風および特色
- 現在でも女子を対象とした短大となっている。
- 制服の着用がある。
- 「親睦競技会」なるイベントが催される。

## 沿革
- 1941年 甲子園高等女学校を創設する。
- 1964年 甲子園短期大学開学。家政科を置く。学生数[注 1]：女16[1][2]
- 1967年 幼児教育科を増設：学生数[注 1]女45[1][3]
- 1972年 初等教育科を増設：学生数[注 1]女28[1][4]
- 1989年 日本文化科を設置：学生数[注 1]女95[1][5]
- 1990年7月19日付けで初等教育科が正式廃止される[6]。
- 1999年 家政科を専攻分離する。
- 2000年 日本文化科を文化情報学科に改組。
- 2004年 学科名を改称。
  - 家政科→家政学科
  - 幼児教育科→幼児教育保育学科
- 2009年 家政学科と文化情報学科を統合して生活環境学科とする。
- 2010年3月31日付けで文化情報学科が正式廃止される[6]。
- 2017年 生活環境学科でフィールド選択制に移行。

## 基礎データ

### 所在地
- 兵庫県西宮市瓦林町4-25

### 交通アクセス
- JRを利用する場合は、東海道本線甲子園口駅で下車するのが最も便利である。同駅からは徒歩で7分程度はかかる道程となっている。
- 阪急を利用する場合は、神戸本線および今津線西宮北口駅で下車するのが比較的便利であるが、徒歩で15分程度はかかる道程がある。または、同駅より阪急バスもあり、「甲子園短大前」バス停留所下車すぐ。

## 教育および研究

### 組織

#### 学科
- 生活環境学科
  - ライフキャリアフィールド
  - 介護福祉フィールド
- 幼児教育保育学科

##### 学科の変遷
- 家政科→家政学科→生活環境学科
  - 家政専攻→生活環境専攻→ライフキャリアフィールド
  - 生活福祉専攻→介護福祉フィールド
- 幼児教育科→幼児教育保育学科
- 初等教育科[注 2]
- 日本文化科→文化情報学科[注 3]

#### 専攻科
- なし

#### 別科
- なし

##### 取得資格について
資格
- 保育士：幼児教育保育学科にて取得できる。
- 介護福祉士：生活環境学科介護福祉フィールドにて取得できる。旧家政学科家政専攻では取得することが前提となっていた。
- 学芸員補資格が文化情報学科にて取得できた。

教職課程
- 幼稚園教諭二種免許状:幼児教育保育学科にて取得できる[注 4]。
- 中学校教諭二種免許状（家庭）を取得するためのカリキュラムが、家政学科家政専攻にて設置されていた[7]。
- 小学校教諭二種免許状を取得するための課程がかつての初等教育科に置かれていた[8]。
- その他の諸資格については、入学案内やホームページを参照にされたい。

### 研究
- 『甲子園短期大学紀要』・『甲子園短期大学文化情報学科研究報告』が発行されている。

## 学生生活

### 部活動・クラブ活動・サークル活動
- 甲子園短期大学のクラブ活動
  - 体育系：卓球・バドミントンほか
  - 文化系：演劇・児童文化・茶道・華道・手話・合唱・美術・園芸ほか

### 学園祭
- 甲子園短期大学の学園祭は、概ね10月に行われている。催しの一つに植木市がある。

## 大学関係者と組織

### 大学関係者一覧

#### 学長・教員
- 榎原猛：元学長
- 加地伸行：元学長
- 海邉忠治：元学長
- 木本好信：前々学長
- 水口洋治：教員、文化情報学科助教授

#### 出身者
- 籠池諄子：教育者

## 施設

### キャンパス
- 短大本館
- 短大別館
- 体育館（体育館・学生食堂は中学・高校と共同で使用している）
- 学生食堂
- 図書館
- 生活実習ハウス：この近くに「イネーブルガーデン」と称した園芸場がある[注 5]。
- 「久米アートミュージアム」：甲子園学院創立60周年を記念して2001年に設置された。

### 寮
- 甲子園短期大学の学生寮は、1994年に新設された。鉄筋コンクリート造りの3階建てとなっている。

## 対外関係

### 他大学との協定

#### 日本
- 大手前大学
- 関西学院大学
- 神戸女学院大学
- 兵庫医科大学
- 武庫川女子大学
- 聖和大学短期大学部
- 武庫川女子大学短期大学部
- 夙川学院短期大学
- 放送大学[9]

### 系列校
- 甲子園大学
- 甲子園学院中学校・高等学校
- 甲子園学院小学校
- 甲子園学院幼稚園

## 社会との関わり
- 市民祭へ参加している。
- 教養講座を開いている。

## 卒業後の進路について

### 就職について
- アイシン・青山商事・麻生ラファージュセメント・アンリ・シャルパンティエ・エーデルワイス・オンワード樫山・花王・クラシエホールディングス・川崎重工業・光洋・サカイオーベックス・サンウエーブ工業・資生堂・神鋼鋼線工業・コベルコ建機・新明和工業・住友精密工業・住友電気工業・攝陽工業・西菱電機・タイガースポリマー・ダイキン工業・大日本印刷・ダイヤトレンド・タカラスタンダード・武田薬品工業・マルキン忠勇・東洋製罐・トクヤマデンタル・ファイブフォックス・福助・富士シート・富士通テン・ホーチキ・三菱電機・明治乳業・森永乳業・ユーハイム・リボン食品・レナウン・湧永製薬・鹿島建設・笠谷工務店・熊谷組・積水ハウス・きんでん・ネクスト・ワン・ユニオンガス・神鋼物流・ツーカー・日本交通・阪急電鉄・江綿・兼松・桑田硝子・三星堂・サンリオ・ジャヴァグループ・立花エレテック・日本電設資材・アルペン・イトーヨーカ堂・イプサ・エース・大阪トヨタ自動車・オートバックス・オハラ・カネボウ化粧品・キャビン・近鉄百貨店・桂新堂・イオン・星電社・そごう・ダイエー・大丸 ・タマヤ・デサント・ジェイアール西日本デイリーサービスネット・阪急阪神百貨店・阪神商事・ジェディックス・ファミリア・ブルーグラス・ホンダクリオ兵庫・マイカル・松坂屋・マツヤデンキ・丸正・エディオン・ヤナセ・ライフ・ローソン・尼崎信用金庫・池田銀行・関西みらい銀行・神戸信用金庫・国民生活金融公庫・三井住友銀行・三菱UFJ銀行・北おおさか信用金庫・住友信託銀行・但馬銀行・りそな銀行・日新信用金庫・大阪シティ信用金庫・播州信用金庫・兵庫信用金庫・みなと銀行・SMBCフレンド証券・岡三証券・日興コーディアル証券・三井住友海上火災保険・第一生命保険・AIGスター生命保険・日本生命保険・三井生命保険・明治安田生命保険・大倉建設・総合地所・野村信託銀行・ハウジングサービス・有馬グランドホテル・エルミック・ウェスコム・ヒルトン大阪・大阪リバーサイドホテル・USEN・ジェコス・関電システムソリューションズ・都ホテルズ&リゾーツ・ポートピアホテル・ジェイアール東海パッセンジャーズ・菱神電子エンジニアリング・スパワールド・住信ビジネスサービス・グランドホテル・ソラーレホテルズアンドリゾーツ・トランスコスモス・トヨタレンタリース・姫路セントラルパーク・ユニマットホールディングほか。
- 幼児教育保育学科（幼児教育科含む）では、在学中に取得した資格を活かして保育園や幼稚園への就職者が多い傾向にある。
- 初等教育科：小学校教諭や幼稚園教諭、一般企業ほか。

### 編入学・進学実績
- 甲子園大学への編入学制度がある。